# Estación Carrilobo
Carrilobo era una estación ferroviaria ubicada en la localidad del mismo nombre, Departamento Río Segundo, Provincia de Córdoba, Argentina.

## Servicios
no presta ningún servicio de pasajeros ni tampoco de cargas. Sus vías se encuentran levantadas.

## Historia
En el año 1906 fue inaugurada la estación, por parte del Ferrocarril Provincial de Santa Fe, en el ramal entre Pozo del Molle y esta estación.
Su estación y sus vías fueron clausuradas y levantadas mediante Decreto Nacional 547/77 el 2 de marzo de 1977